# Alonzo Clemons
Alonzo Clemons (1958) es un escultor de animales estadounidense y savant. Vive en Boulder, Colorado.
Clemons sufrió una lesión cerebral severa de niño que lo dejó con discapacidades del desarrollo (con un CI en el rango 40-50), pero capaz de crear esculturas de animales muy precisas a partir del barro. Clemons puede crear una escultura de casi cualquier animal, incluso si sólo ha visto un atisbo de ella. También es capaz de crear una representación realista y anatómicamente precisa tridimensional de un animal después de sólo mirar a una imagen de dos dimensiones por momentos. Él es más conocido por sus versiones de tamaño natural de un caballo, pero la mayoría de sus obras son más pequeñas, y realizadas en menos de una hora.
En 1986 hubo una exposición de estreno en Aspen, Colorado. Sus obras se han vendido hasta por 45.000$.